# Guatteria aberrans
Guatteria aberrans este o specie de plante angiosperme din genul Guatteria, familia Annonaceae, descrisă de Erkens și Paulus Johannes Maria Maas. Conform Catalogue of Life specia Guatteria aberrans nu are subspecii cunoscute.